# The Big Show (film, 1923)

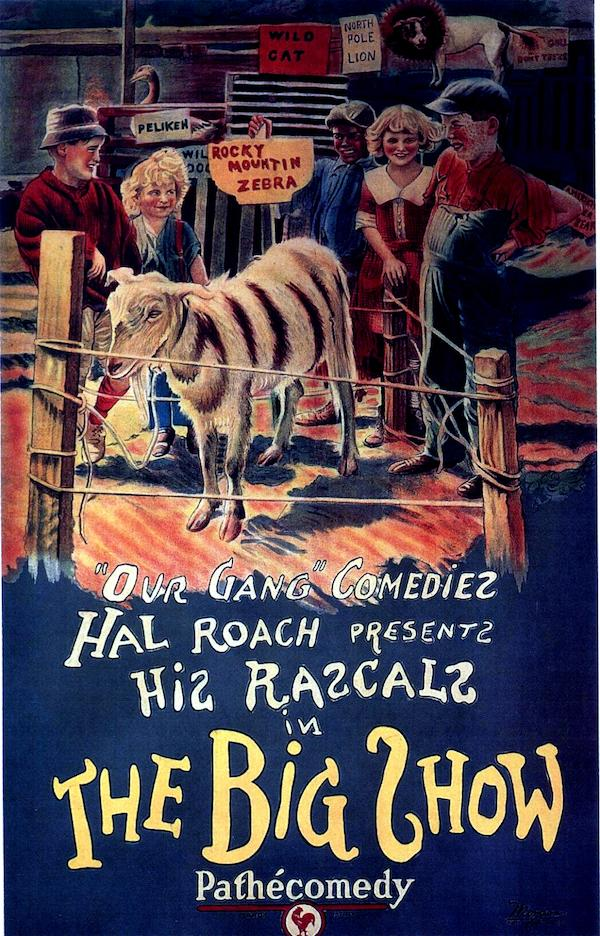
Affiche du film.

Pour les articles homonymes, voir The Big Show.
The Big Show est un film américain réalisé par Robert F. McGowan, sorti en 1923. Il fait partie de la série de films Les Petites Canailles (Our Gang) créée et produite par Hal Roach.

## Fiche technique
- Réalisation : Robert F. McGowan
- Scénario : Hal Roach, H. M. Walker
- Producteur : Hal Roach
- Photographie : Len Powers
- Genre : Comédie[2]
- Distributeur : Pathé
- Durée : 20 minutes
- Date de sortie : 25 février 1923

## Distribution

### The Gang
- Joe Cobb : Joe
- Jackie Condon : Jackie
- Mickey Daniels : Mickey / Douglas Fairbanks
- Jack Davis : Jack / William S. Hart
- Allen Hoskins : Farina
- Mary Kornman : Mary / Mary Pickford
- Ernie Morrison : Booker T. / Uncle Tom
- Richard Billings : Muggsy
- Andy Samuel : Andy / Charlie Chaplin

### Autres
- Elmo Billings : enfant à la foire
- Roy Brooks : De Rues
- Dick Gilbert : agent de sécurité
- Dinah : la mule

## Production
Le film a été tourné à Los Angeles, sur un terrain situé au croisement de Motor Avenue et National Blvd